# Cụ bà rán trứng
Cụ bà rán trứng hay Bà lão chiên trứng (tiếng Anh: Old Woman Frying Eggs) là một bức tranh sơn dầu trên vải của Diego Velázquez, được vẽ vào năm 1618 trong thời gian ông ở Sevilla, trước khi ông chuyển về sống ở Madrid vào năm 1623. Hiện tại bức tranh đang được trưng bày tại Thư viện Quốc gia Scotland ở Edinburgh. Velázquez thường lấy đề tài về tầng lớp lao động trong các tác phẩm đầu tiên của ông. Cụ bà ở trong tranh cũng xuất hiện trong Chúa Kitô trong nhà của Martha và Mary (1618).
"Cụ bà rán trứng" được cho là một trong số những tác phẩm có sức hút đầu tiên của Velazquez. Cũng như những tác phẩm khác, nó cho thấy sức ảnh hưởng của việc sử dụng nghệ thuật tương phản, bằng một nguồn ánh sáng mạnh xuất phát từ bên trái chiếu sáng bà lão, những dụng cụ và những quả trứng đang kho, mặc dù nền đã phủ tối và cậu bé phía bên phải bà lão đang khuất dần vào bóng tối. Bức tranh này sử dụng rất nhiều nghệ thuật tương phản, nhiều đến mức sẽ không thấy được đáy bức tranh nếu không nhờ vào cái rổ treo ở đó, nó đồng thời kết hợp được bóng tối dày đặc và dộ tương phản ánh sáng cao cộng với việc sử dụng màu sắc tinh tế và một bảng màu đa phần là màu đất và màu nâu. Tác phẩm được sắp xếp theo hình bầu dục với những con số trung bình trên bề mặt gần nhất, nhờ đó mà thu hút người xem.
Chủ nghĩa hện thực thường gần với tranh ảnh, miêu tả những vật dụng hàng ngày như đĩa, dao, kéo, trái táo, cái bình và vữa, thu ánh sáng đặc biệt trên một bề mặt thủy tinh và ánh sáng trên quả dưa trên tay cậu bé. Cái chảo đang đun sôi cũng được bắt sáng khá tốt với độ tương phản và màu trắng của trứng.Velazquez cũng đã trau chuốt khá tỉ mỉ, chi tiết về dôi bàn tay.